# Харута, Сергей Иванович
Сергей Иванович Харута (род. 25 января 1974 года, Москва) — российский музыкальный продюсер, композитор, звукорежиссёр.

## Биография
Родился в Москве. В 5 лет начал учиться игре на фортепиано. В 6 лет поступил в музыкальную школу № 13 г. Москвы в класс Марины Ивановны Мозговенко, дочери Ивана Мозговенко.
В 1989 году после окончания музыкальной школы поступил в ГМУ им. Гнесиных на отделение хорового дирижирования. Через год был отчислен и ещё через год восстановлен на отделение руководителя народного хора. В 1992 году был повторно отчислен. В 2002 году был повторно восстановлен и в 2004 году закончил. По окончании был приглашён в ГМК им. Гнесиных для ведения факультатива по современной аранжировке по собственной методике.
Профессиональная музыкальная карьера началась в 1996 году со знакомства с продюсером Андреем Грозным, который взял Харуту на работу в качестве ассистента. Это сотрудничество продолжалось до 2010 года.
В качестве приглашённого музыканта (клавишника) играл в группах «Кристиан Рэй» и МФ3 (1996—1997), «А-Студио» (1996—2005), «Лицей» (1997—1998), «Амега» (1998—2001); В качестве саунд-продюсера, аранжировщика, звукорежиссёра работал с группой «Класс» продюсера Андрея Пряжникова, с группой «Мюзикола», с проектами Андрея Грозного «Амега», «Блестящие», Жанна Фриске, Катя Баженова и др.
Автор музыки к нескольким кино- и теле-фильмам, в числе которых «Афера», «С днём рождения, Лола!», «Виола Тараканова», «Мент в законе».
В 2012 году был приглашён на должность композитора эстрадно-циркового шоу «CHISO-4102». Шоу проходило в Sky Club & Concert Hall в Красной Поляне (Сочи) в декабре — январе 2013 года.
В конце 2013 года — начале 2014 Харута стал участником эстафеты олимпийского огня зимних Олимпийских игр 2014 года в Сочи в качестве концертного звукорежиссёра певицы Алины Артц, исполнявшей официальную песню зстафеты «Олимпийский танец». Во время эстафеты был факелоносцем олимпийского огня под номером 032 в городе Саранске 9 января 2014 года.
В 2009 году начал проект KharutaProject. Вокалистками проекта были сначала Нина Firefly Кужнурова, экс-вокалистка групп «Эхо тишины» и Unreal, затем Инга Мэтти из московской группы «Лазурный берег». В 2014 году, так и не выпустив ни одного альбома, проект разделился на два: KHARUTA — сольный проект Харуты и дуэт Kharuta & Inga Metti.
7 января 2015 года состоялся релиз первого студийного альбома проекта KHARUTA под названием Where. Написан альбом в стиле chillout. В него вошли композиции написанные Сергеем Харутой в период с 2000 по 2014 годы. В записи альбома приняли участие немецкий джазовый трубач и пианист Studnitzky, басист Дмитрий Симонов и американский музыкант и певец Rhett Raha, известный как Kidforce. Он является автором английских текстов трёх треков альбома, а также исполнителем вокальной партии в треке Take the Night. В треке Madina использовано стихотворение To a Young Poet американской поэтессы Edna St.Vincent Millay. Авторами русских текстов стали Дмитрий Шевченко и московская поэтесса Татьяна Иванова.
22 сентября 2017 года состоялся релиз второго студийного альбома Kharuta «Streets of the Sleepy Town».

## Дискография
| Год  | Артист          | Альбом                     | Песня(и) | Участие |
| ---- | --------------- | -------------------------- | --- | --- |
| 1996 | Блестящие       | Там, только там            | «Хаус мажор» «Рисунок» Megamix | доп. аранжировка |
| 1997 | Лада Дэнс       | На Островах Любви          | «Аромат любви» | аранжировка |
| 1997 | Блестящие       | Там, только там (remixes)  | «Рисунок» (ремикс) | аранжировка |
| 1998 | Ирина Салтыкова | Алиса                      | «Белый Шарфик» | аранжировка |
| 1998 | Алёна Апина     | Люби, как я                | «Тук-Тук» «Москвичи» «Иванов» «Лунные ночи» дуэт с Муратом Насыровым | аранжировка |
| 1998 | Натали          | Ветер С Моря Дул           | «Ветер с моря дул» «Посвящение друзьям» «Судьба такая» «Четыре стены» | аранжировка |
| 1998 | Блестящие       | Просто мечты               | «Неоткрытое письмо» | аранжировка |
| 1998 | Класс           | Душа и тело                | все песни | саунд-продюсирование |
| 1998 | Лицей           | Живая коллекция            | все песни | клавишные |
| 1999 | Лицей           | Небо                       | все песни | доп.аранжировка, клавишные |
| 1999 | Амега           | Вверх (часть1)             | «Я Где-то…» | аранжировка |
| 2000 | Блестящие       | О любви                    | «За осенью придёт зима» «Джаз и фанки» | аранжировка |
| 2000 | Блестящие       | Белым снегом (сборник)     | «За осенью придёт зима» «Белым снегом» (Remix) «Долго тебя ждала» (Remix) | аранжировка |
| 2000 | Амега           | Вверх (часть2)             | «Десант» «Сон» «Я летая пою» «Доплыву» «Голая звезда» «Ускользает твой Ссет» «О-О-О» «Апокалипсис» «Лететь» (ремикс) | доп. аранжировка аранжировка ф-но аранжировка wurlitzer аранжировка                                                           |
| 2000 | Жасмин          | Долгие Дни                 | «Так бывает» «Не привыкать» | аранжировка |
| 2002 | Блестящие       | За четыре моря             | «За четыре моря» «А я всё летала» «Было и прошло» «Московские Оона» «Хочу ещё» «Не планета луна» «Ау-ау» «Я и ты» | доп. аранжировка аранжировка доп. аранжировка, микс аранжировка, микс аранжировка аранжировка, микс                           |
| 2003 | Блестящие       | Апельсиновый рай           | «Апельсиновая песня» «Трус не играет в хоккей» «Идёт солдат по городу» «Капля в море» «Любимый город» «Московские окна» «На Тихорецкую состав отправится» «Конфетки-бараночки» «Ожидание»                               | аранжировка ф-но аранжировка аранжировка, ф-но аранжировка аранжировка, ф-но                                                  |
| 2003 | Мюзикола        | Между Алматой и Москвой    | «Певица и саксофон» «Между Алматой и Москвой» «Люби меня» «Танец с тенью» «Твоя любовь» «Золотые поля» «Между Алматой и Москвой» (ремикс) «Арман Жолдар» (ремикс)                                                       | аранжировка аранжировка, микс                                                                                                 |
| 2004 | Мюзикола        | Горький Шоколад            | «Кустар-ай, Кустар» | аранжировка |
| 2005 | Юлия Началова   | Музыка любви               | «Не тормози» | аранжировка |
| 2005 | Жанна Фриске    | Жанна                      | «Где-то летом» «Ты не закрывай своё сердце» «Ла-ла-ла» «На губах кусочки льда» «Ты-мой снег, Ты-мой дождь» «Ты не для меня» «Мама-Мария»                                                                                | аранжировка доп. аранжировка аранжировка аранжировка, микс                                                                    |
| 2006 | Блестящие       | Восточные сказки           | «Пальмы парами» «Агент 007» «Эй, алло, ау» «Капитан дальнего плавания» «Оперуполномоченный» «Брат мой десантник» «Налетели вдруг дожди» «Новогодняя песня»                                                              | аранжировка, микс аранжировка                                                                                                 |
| 2008 | Блестящие       | Одноклассники (сборник)    | | |
| 2008 | Мюзикола        | Как Всегда                 | «Как всегда» «Странники» | аранжировка |
| 2012 | Рада Рай        | Отпускала в небо… (альбом) | «Всё или ничего» «Мне поведай, Ивушка» «Всё сбылось» «А любовь не меняю» «На Ивана-Купала» «Ветер-волченька» «Благовест» «А любовь, она не спросится» «Догорит костёр»                                                  | микс |
| 2014 | Kharuta         | Madina — Single            | «Madina» «Raggae» «Take The Night» | продюсирование, вокал, микс продюсирование, микс                                                                              |
| 2014 | Kharuta         | Where                      | «Where» «You Know» «Madina» «Only The Sun» «Raggae» «Take The Night» feat.Rhett Raha «Rain» feat.Sebastian Studnitzky «In The Park» «Only The Sun (Rus)»                                                                | продюсирование, вокал, микс продюсирование, микс продюсирование, вокал, микс продюсирование, микс продюсирование, вокал, микс |
| 2017 | Kharuta         | Streets Of The Sleepy Town | «S O S (Intro)» «Mirror On The Wall» «Streets Of The Sleepy Town» «Может Больше Не Надо» feat.Ksenona «Городская Колыбельная» feat.Inga Metti «Find Me» feat.Inga Metti «Бесконечность» feat.Oleg Dobrynin & Inga Metti | продюсирование, ф-но, микс продюсирование, вокал, микс продюсирование, микс                                                   |

## Фильмография

### Композитор
- к/ф Афера, 2001
- к/ф С днём рождения, Лола!, 2001
- сериал Виола Тараканова, 2004
- сериал Виола Тараканова-2, 2005
- сериал Виола Тараканова-3, 2007
- сериал Мент в Законе (1-й сезон), 2008
- телешоу «Chiso-4102» (транслировалось по телеканалу Европа Плюс ТВ), 2013
- сериал «В постели» (1-й сезон), 2018.

### Актерские работы
- т/с Виола Тараканова, 2004 г. Стук (сосед Виолы)